# Суперкубок Бахрейну з футболу 2013
Суперкубок Бахрейну з футболу 2013  — 4-й розіграш турніру. Матч відбувся 17 вересня 2013 року між чемпіоном Бахрейну клубом Бусайтін та володарем кубка Короля Бахрейну клубом Аль-Мухаррак.
| Володар Суперкубка Бахрейну 2013 |
| -------------------------------- |
|                                  |
| Аль-Мухаррак Другий титул        |

## Матч

### Деталі
| 17 вересня 2013 19:10 (EEST) |

| Бусайтін    | 1:2 | Аль-Мухаррак                   |
| ----------- | --- | ------------------------------ |
| Мутанна 20' |     | Хуссаїн Алі 29' Аль-Дахель 82' |

| Халіфа Спортс Сіті Стедіум, Мадінат-Іса |